# Ergilio Hato
Pedro Ergilio Hato (Willemstad, Curazao, 7 de noviembre de 1926-Willemstad, Curazao, 18 de diciembre de 2003), también conocido como la Pantera Negra (Black Panther), fue un exjugador curazaleño de fútbol, se desempeñaba en el terreno de juego como guardameta y toda su carrera fue en el CRKSV Jong Holland de la Liga de Curazao. Aunque el legendario jugador era muy conocido en el Caribe, su reputación logró traspasar las fronteras de la región, al punto de haber podido ser uno de los mejores guardametas del fútbol mundial pero se negó a convertirse en un jugador de fútbol profesional rechazando ofertas a grandes equipos del mundo, entre ellos el Ajax Ámsterdam, el Feyenoord de Róterdam y el Real Madrid Club de Fútbol. 

## Historia
El apellido de su madre era Hatot, pero el Registro Civil no podía poner el nombre, por lo que decidió colocarle el nombre de Ergilio y apellido "Hato". Hato siempre fue un amante del balompié. Casi todo el día, en los patios escolares se dedicaba a la práctica del fútbol, durante los descansos y después de clases. Ergilio Hato en 1945 es reclutado para el servicio militar; la Federación de Fútbol de Curazao participaría en ese momento en una gran competencia internacional con equipos de Colombia, Aruba, Surinam y los Países Bajos; entre los equipos destacados participaba el Feyenoord de Róterdam. En ese entonces el llamado "Dream Team" de Curazao ganaría el torneo de manera invicta, dejando al legendario Feyenoord de holanda en el segundo lugar. Una gran decepción para los holandeses, y un enorme testamento al talento innato del fútbol de Curazao a pesar de sus recursos limitados y su pequeño tamaño. Hato se conocía como el mejor portero de América Latina y el Caribe y guio al equipo de las Antillas Neerlandesas para los Juegos Olímpicos de 1952. Luego Ergilio guio al equipo de Curazao a una medalla de bronce en los Juegos Panamericanos de 1955. Hato en ese momento de notable forma física, con sus impresionantes reflejos y talento natural, recibe varias ofertas lucrativas de distintos clubes a nivel internacional para jugar al fútbol profesional, rechazando ofertas de grandes equipos de Sudamérica y Europa, incluyendo el AFC Ajax, Real Madrid Club de Fútbol y el Feyenoord; los rechazaría a favor de permanecer fiel a sus valores y permanecer en su país. Luego se dedicaría a su segunda pasión como lo era la aviación y comenzó una carrera en la aerolínea Air ALM, formó una familia, y se dedicó a jugar el resto de su vida en su club de formación el CRKSV Jong Holland de la primera división del fútbol de las Antillas Neerlandesas.
A pesar de que era un extraordinario guardameta, siempre se mantuvo muy trabajador, humilde y con los pies en la tierra, fue siempre fiel reflejo de los valores fundamentales de un ser humano. Tuvo muchos apodos en el campo de juego, entre ellos: Pantera Negra (Black Panter), El Hombre águila (Men Flying Bird) y van Elastiek (Hombre Elástico). 

### Partidos oficiales
Antes de la creación de la selección de las Antillas Neerlandesas en 1948, Ergilio Hato jugó con Curazao la V edición de los Juegos Centroamericanos y del Caribe de Barranquilla en 1946, certamen donde conquistó la medalla de bronce. También se desempeñó con Curazao en la Copa CCCF de 1955 alcanzando el subcampeonato de la justa. Anotó el gol de su equipo en la derrota ante Guatemala (1-4) el 18 de agosto de 1955.
Como internacional con la selección de Antillas Neerlandesas, disputó los Juegos Olímpicos de 1952 en Helsinki, donde su equipo perdió 1-2 ante Turquía siendo eliminado en la primera ronda. Asimismo obtuvo la medalla de oro en los Juegos Centroamericanos y del Caribe de Guatemala 1950 y la medalla de bronce, cinco años después, en los II Juegos Panamericanos en Ciudad de México. También participó en la primera fase de las eliminatorias rumbo al Mundial 1958 jugando dos partidos ante Costa Rica (derrota, 1-2) y Guatemala (victoria, 3-1).

Ergilio Hato tuvo la particularidad de disputar con Antillas Neerlandesas la Copa CCCF de 1953 jugando a lo largo del torneo como delantero (marcó cuatro goles).

### Torneos amistosos
En 1946, con motivo del 25 aniversario de la fundación de la Curaçaose Voetbalbond (CVB), se organizó un torneo internacional en Willemstad (Curazao) con la participación de las selecciones de habla neerlandesa de la zona: Curazao (local), Aruba y Surinam más la selección de Colombia y el club holandés del Feyenoord. Curazao fue campeón del torneo, con destacada actuación de Ergilio Hato, quien solo concedió 1 gol en 4 partidos y se dio el lujo de marcar un penalti ante el Feyenoord.
Ergilio Hato también defendió los colores de la Selección de fútbol de los Países Bajos en un partido amistoso vs Inglaterra celebrado en el año 1950 en la ciudad de La Haya.

## Honores
- El Ergilio Hato Stadium de Willemstad (Curazao) fue nombrado en su honor.

- El Aeropuerto Internacional Hato de Willemstad (Curazao) también es nombrado en su honor ya que su segunda pasión era la aviación.

## Palmarés
- Juegos Centroamericanos y del Caribe 1946, Medalla de Bronce (1):

- Juegos Centroamericanos y del Caribe 1950, Medalla de Oro (1):

- Juegos Panamericanos 1955, Medalla de Bronce (1):

- Copa CCCF 1955, Medalla de Plata (1):

## Trayectoria
| Club               | País                  | Año       |
| ------------------ | --------------------- | --------- |
| CRKSV Jong Holland | Antillas Neerlandesas | 1943–1959 |

 Participación en torneos olímpicos 
| Torneo                            | Partidos |
| --------------------------------- | -------- |
| Juegos Olímpicos de Helsinki 1952 | 1(-2)    |

 Participación en Juegos Centroamericanos y del Caribe 
| Torneo                                    | Partidos |
| ----------------------------------------- | -------- |
| Juegos Centroamericanos y del Caribe 1946 | 6(-10)   |
| Juegos Centroamericanos y del Caribe 1950 | 6(-6)    |

 Participación en Juegos Panamericanos 
| Torneo                       | Partidos |
| ---------------------------- | -------- |
| Juegos Panamericanos de 1955 | 6(-13)   |

## Trayectoria internacional
Defendió la camiseta de la Selección de fútbol de Curazao en 35 ocasiones, fue invitado en 1 ocasión a representar la Selección de fútbol de los Países Bajos en un partido amistoso no oficial vs Inglaterra, luego se crea la Selección de fútbol de las Antillas Neerlandesas la cual representó en 15 ocasiones.